# Dichotomius fortestriatus
Dichotomius fortestriatus är en skalbaggsart som beskrevs av Luederwaldt 1924. Dichotomius fortestriatus ingår i släktet Dichotomius och familjen bladhorningar. Inga underarter finns listade i Catalogue of Life.